# Campionat del Món de bandy
El Campionat Mundial Bandy és una competició entre equips masculins de les nacions que juguen bandy. El torneig està administrat per la Federation of International Bandy. Es diferencia de la Copa del Món de Bandy, una competició per clubs, i del Campionat Mundial femení de Bandy.

## Història
Tot i que es juga bandy des del segle xix, els primers campionats mundials masculins només es van jugar fins al 1957 i els primers campionats femenins fins al 2004. Es va celebrar un torneig bandy com a esport de demostració als Jocs Olímpics d'Hivern de 1952 a Oslo, però això no tenia estatus de campionat mundial. El 1954 es va jugar un torneig de quatre nacions a Moscou, aquesta va ser la primera vegada que la Unió Soviètica es va reunir amb equips d'altres països i la primera vegada que es van utilitzar les noves regles acordades conjuntament, tot i que no es va anomenar campionat del món. La federació internacional va ser fundada el 1955 pels quatre països que havien jugat a Moscou.
El primer Campionat Mundial de Bandy es va organitzar el 1957 en associació amb el 50è aniversari de l'Associació de Ball de Finlàndia, que en aquell moment era l'òrgan de govern del bandy a Finlàndia. Es va jugar a l'Estadi Olímpic de Hèlsinki.
Del 1961 al 2003, els campionats es van jugar cada dos anys, però des de llavors es juguen anualment.

## Nacions participants
Durant molt de temps, només quatre països van competir als campionats mundials: la Unió Soviètica, Suècia, Finlàndia i Noruega, amb la Unió Soviètica el país dominant. Des de llavors, més països s'han unit als torneigs, començant pels Estats Units el 1985. L'interès per aquest esport s'ha estès a altres parts d'Europa, Amèrica del Nord i Àsia, i la dissolució de la Unió Soviètica el 1991 també va obrir el camí a separar equips nacionals de les antigues repúbliques soviètiques. Somàlia es va convertir en el primer equip d'Àfrica a competir en el torneig de 2014 a Irkutsk. El nombre rècord de participants és de 20, establert el 2019.
Dinamarca, Suïssa, Armènia i Polònia són països que fa uns anys van manifestar el seu interès a participar en futurs tornejos. Dinamarca i Polònia han deixat la FIB, mentre que Suïssa va debutar a l'edició del 2019, igual que Gran Bretanya. Armènia desitjava participar al 2011, però no se li va permetre, ja que el format del torneig en aquell moment només permetia dotze equips i diversos més volien venir. Dels països que encara no han participat, l'Índia també va ser denegada el 2011. Molt probablement també Lituània. El motiu pel qual el torneig del 2011 només comptava amb onze equips va ser la cancel·lació tardana d'Austràlia, un altre país que ja no era membre de la FIB.
Amb més països competint, el Grup B es va crear el 1991. El 2012 hi va haver un Grup C per primera vegada, ja que van participar 14 països. El grup C es va abolir el 2013, quan es van crear dos subgrups del grup B. El 2014 també hi havia dos subgrups al grup A, que van augmentar el nombre d'equips d'aquesta divisió de sis a vuit. El nombre de grups no està fixat, es canvia d'un any a l'altre i hi ha discussions sobre la reincorporació d'un grup C. Japó i Kirguizstan van assistir als seus primers Campionats Mundials el 2012, Ucraïna es va unir el 2013, Alemanya i Somàlia van debutar el 2014, la Xina el 2015 i la República Txeca el 2016. Rússia, Finlàndia, Suècia, Kazakhstan, Noruega, EUA i Belarús normalment jugar al grup A. Fins al 2011, el millor equip del grup B va participar en un partit de playoffs amb l'equip que va arribar al final del grup A, substituint-los si guanyaven. El 2004 es va jugar a la piscina B en un lloc separat del grup A per primera vegada, a la pista de gel City Park de Budapest. El 2013, això va passar de nou quan Vetlanda va acollir la piscina B, mentre que Vänersborg era la seu principal de la piscina A amb tres partits jugats en altres llocs, Trollhättan, Göteborg i Oslo. El 2015 i el 2016 els torneigs es van separar en el temps mentre es trobaven a les mateixes ciutats. Els partits de la Divisió B són més curts en el temps, excepte els partits finals.

### Detalls de participació
| Team           | 57                        | 61                        | 63                        | 65                        | 67                        | 69                        | 71                        | 73                        | 75                        | 77                        | 79                        | 81                        | 83                        | 85                        | 87                        | 89                        | 91                        | 93          | 95          | 97          | 99          | 01          |
| -------------- | ------------------------- | ------------------------- | ------------------------- | ------------------------- | ------------------------- | ------------------------- | ------------------------- | ------------------------- | ------------------------- | ------------------------- | ------------------------- | ------------------------- | ------------------------- | ------------------------- | ------------------------- | ------------------------- | ------------------------- | ----------- | ----------- | ----------- | ----------- | ----------- |
| Belarús        | part de la Unió Soviètica | part de la Unió Soviètica | part de la Unió Soviètica | part de la Unió Soviètica | part de la Unió Soviètica | part de la Unió Soviètica | part de la Unió Soviètica | part de la Unió Soviètica | part de la Unió Soviètica | part de la Unió Soviètica | part de la Unió Soviètica | part de la Unió Soviètica | part de la Unió Soviètica | part de la Unió Soviètica | part de la Unió Soviètica | part de la Unió Soviètica | part de la Unió Soviètica | –           | –           | –           | –           | 7è          |
| Canadà         | –                         | –                         | –                         | –                         | –                         | –                         | –                         | –                         | –                         | –                         | –                         | –                         | –                         | –                         | –                         | –                         | 6è                        | 6è          | 7è          | 7è          | –           | –           |
| Finlandia      | 2n                        | 3r                        | 2n                        | 4t                        | 2n                        | 3r                        | 3r                        | 3r                        | 3r                        | 3r                        | 3r                        | 3r                        | 3r                        | 3r                        | 2n                        | 2n                        | 3r                        | 4t          | 3r          | 3r          | 2n          | 3r          |
| Hongria        | –                         | –                         | –                         | –                         | –                         | –                         | –                         | –                         | –                         | –                         | –                         | –                         | –                         | –                         | –                         | –                         | 8è                        | 7è          | 8è          | 8è          | –           | –           |
| Kazakhstan     | part de la Unió Soviètica | part de la Unió Soviètica | part de la Unió Soviètica | part de la Unió Soviètica | part de la Unió Soviètica | part de la Unió Soviètica | part de la Unió Soviètica | part de la Unió Soviètica | part de la Unió Soviètica | part de la Unió Soviètica | part de la Unió Soviètica | part de la Unió Soviètica | part de la Unió Soviètica | part de la Unió Soviètica | part de la Unió Soviètica | part de la Unió Soviètica | part de la Unió Soviètica | –           | 4t          | 4t          | 5è          | 4t          |
| Holanda        | –                         | –                         | –                         | –                         | –                         | –                         | –                         | –                         | –                         | –                         | –                         | –                         | –                         | –                         | –                         | –                         | 7è                        | 8è          | –           | 9è          | –           | –           |
| Noruega        | –                         | 4t                        | 4t                        | 2n                        | 4t                        | –                         | 4t                        | 4t                        | 4t                        | 4t                        | 4t                        | 4t                        | 4t                        | 4t                        | 4t                        | 4t                        | 4t                        | 3r          | 5è          | 5è          | 4t          | 5è          |
| Rússia         | part de la Unió Soviètica | part de la Unió Soviètica | part de la Unió Soviètica | part de la Unió Soviètica | part de la Unió Soviètica | part de la Unió Soviètica | part de la Unió Soviètica | part de la Unió Soviètica | part de la Unió Soviètica | part de la Unió Soviètica | part de la Unió Soviètica | part de la Unió Soviètica | part de la Unió Soviètica | part de la Unió Soviètica | part de la Unió Soviètica | part de la Unió Soviètica | part de la Unió Soviètica | 2n          | 2n          | 2n          | 1r          | 1r          |
| Unió Soviètica | 1r                        | 1r                        | 1r                        | 1r                        | 1r                        | 1r                        | 1r                        | 1r                        | 1r                        | 1r                        | 1r                        | 2n                        | 2n                        | 1r                        | 3r                        | 1r                        | 1r                        | desaparegut | desaparegut | desaparegut | desaparegut | desaparegut |
| Suècia         | 3r                        | 2n                        | 3r                        | 3r                        | 3r                        | 2n                        | 2n                        | 2n                        | 2n                        | 2n                        | 2n                        | 1r                        | 1r                        | 2n                        | 1r                        | 3r                        | 2n                        | 1r          | 1r          | 1r          | 3r          | 2n          |
| Estats Units   | –                         | –                         | –                         | –                         | –                         | –                         | –                         | –                         | –                         | –                         | –                         | –                         | –                         | 5è                        | 5è                        | 5è                        | 5è                        | 5è          | 6è          | 6è          | 6è          | 6è          |
| Total equips   | 3                         | 4                         | 4                         | 4                         | 4                         | 3                         | 4                         | 4                         | 4                         | 4                         | 4                         | 4                         | 4                         | 5                         | 5                         | 5                         | 8                         | 8           | 8           | 9           | 6           | 7           |

| Team            | 03 | 04  | 05  | 06  | 07  | 08  | 09  | 10  | 11  | 12  | 13  | 14  | 15  | 16  | 17  | 18  | 19  | 20-21 | Total |
| --------------- | -- | --- | --- | --- | --- | --- | --- | --- | --- | --- | --- | --- | --- | --- | --- | --- | --- | ----- | ----- |
| Belarús         | 6è | 7è  | 6è  | 6è  | 6è  | 6è  | 6è  | –   | 7è  | 7è  | 6è  | 7è  | 6è  | 6è  | 8è  | –   | –   | –     | 15    |
| Canadà          | –  | 9è  | 8è  | 8è  | –   | 8è  | 8è  | 7è  | 8è  | 8è  | 8è  | 8è  | –   | –   | 9è  | –   | 14è | –     | 16    |
| Xina            | –  | –   | –   | –   | –   | –   | –   | –   | –   | –   | –   | –   | 15è | 16è | 17è | 12è | 18è | –     | 5     |
| República Txeca | –  | –   | –   | –   | –   | –   | –   | –   | –   | –   | –   | –   | –   | 15è | 16è | –   | 15è | 16è   | 4     |
| Alemanya        | –  | –   | –   | –   | –   | –   | –   | –   | –   | –   | –   | 15è | 12è | 9è  | 7è  | 7è  | 7è  | ●     | 6     |
| Estònia         | 8è | 10è | 10è | 12è | 12è | 10è | 9è  | –   | –   | 12è | 11è | 10è | 9è  | DSQ | 14è | 11è | 9è  | ●     | 15    |
| Finlàndia       | 4t | 1r  | 4t  | 3r  | 3r  | 3r  | 3r  | 3r  | 2n  | 4t  | 4t  | 4t  | 4t  | 2n  | 3r  | 3r  | 3r  | ●     | 39    |
| Gran Bretanya   | –  | –   | –   | –   | –   | –   | –   | –   | –   | –   | –   | –   | –   | –   | –   | –   | 10è | –     | 1     |
| Hongria         | –  | 8è  | 11è | 9è  | 10è | 13è | 13è | 10è | 10è | 9è  | 10è | 11è | 10è | 10è | 10è | 8è  | 11è | 9è    | 17    |
| Japó            | –  | –   | –   | –   | –   | –   | –   | –   | –   | 13è | 13è | 12è | 13è | 13è | 12è | 10è | 12è | 15è   | 9     |
| Kazakhstan      | 3r | 4t  | 3r  | 4t  | 4t  | 4t  | 4t  | 4t  | 4t  | 3r  | 3r  | 3r  | 3r  | 4t  | 5è  | 4t  | 4t  | ●     | 21    |
| Kyrgyistan      | –  | –   | –   | –   | –   | –   | –   | –   | –   | 14è | –   | –   | –   | –   | –   | –   | –   | –     | 1     |
| Letònia         | –  | –   | –   | –   | 8è  | 9è  | 10è | 8è  | 9è  | 10è | 9è  | 9è  | 7è  | 8è  | –   | –   | 13è | 14è   | 12    |
| Mongòlia        | –  | –   | –   | 11è | 11è | 12è | 12è | 11è | –   | –   | –   | 14è | 14è | 12è | 11è | 13è | –   | 12è   | 11    |
| Països Baixos   | 9è | 11è | 9è  | 10è | 9è  | 11è | 11è | 9è  | 11è | 11è | 12è | 13è | 11è | 14è | 15è | 9è  | 8è  | 13è   | 21    |
| Noruega         | 5è | 5è  | 5è  | 5è  | 5è  | 5è  | 5è  | 5è  | 5è  | 5è  | 5è  | 5è  | 5è  | 5è  | 4t  | 6è  | 5è  | ●     | 37    |
| Rússia          | 2n | 3r  | 2n  | 1r  | 1r  | 1r  | 2n  | 2n  | 1st | 2n  | 1r  | 1r  | 1r  | 1r  | 2n  | 1r  | 1r  | ●     | 22    |
| Eslovàquia      | –  | –   | –   | –   | –   | –   | –   | –   | –   | –   | –   | –   | –   | –   | –   | 15è | 16è | 11è   | 3     |
| Somàlia         | –  | –   | –   | –   | –   | –   | –   | –   | –   | –   | –   | 17è | 16è | 17è | 18è | 16è | 20è | 18è   | 7     |
| Suècia          | 1r | 2n  | 1r  | 2n  | 2n  | 2n  | 1r  | 1r  | 3r  | 1st | 2n  | 2n  | 2n  | 3r  | 1r  | 2n  | 2n  | ●     | 39    |
| Suïssa          | –  | –   | –   | –   | –   | –   | –   | –   | –   | –   | –   | –   | –   | –   | –   | –   | 19è | 17è   | 2     |
| Ucraïna         | –  | –   | –   | –   | –   | –   | –   | –   | –   | –   | 14è | 16è | –   | 11è | 13è | 14è | 17è | 10è   | 7     |
| Estats Units    | 7è | 6è  | 7è  | 7è  | 7è  | 7è  | 7è  | 6è  | 6è  | 6è  | 7è  | 6è  | 8è  | 7è  | 6è  | 5è  | 6è  | ●     | 26    |
| Total equips    | 9  | 11  | 11  | 12  | 12  | 13  | 13  | 11  | 11  | 14  | 14  | 17  | 16  | 18  | 18  | 16  | 20  | 18    |       |

## Format de competició
Originalment, la competició es jugava com un torneig de joc complet. A partir del 1983, es van afegir semifinals i una final per seguir la fase de tornada.
Quan el nombre de nacions participants va augmentar, el campionat es va dividir en dos grups a partir del 2003, A i B, amb els millors equips del grup A. El guanyador del grup B durant alguns anys va jugar un partit contra l'equip menys reeixit del grup A per determinar la classificació per al grup A per a l'any vinent, però el 2016, el 2017 i el 2018, el grup B guanyador s'ha classificat directament per al grup A l'any següent mentre l'últim equip classificat del grup A queda automàticament relegat al grup B.

## Emissió de TV
L'interès és més gran a Suècia, Finlàndia i Rússia. Des de fa unes quantes vegades es mostra a Eurosport 2.
Els jocs també es poden seguir a qualsevol país mitjançant la transmissió a Internet.

### Taula de medalles
Els països en cursiva ja no competeixen al Campionat del Món.
| Rànquing           | Nació              | Or | Plata | Bronze | Total |
| ------------------ | ------------------ | -- | ----- | ------ | ----- |
| 1                  | Unió Soviètica     | 14 | 2     | 1      | 17    |
| 2                  | Suècia             | 12 | 19    | 8      | 39    |
| 3                  | Rússia             | 12 | 9     | 1      | 22    |
| 4                  | Finlàndia          | 1  | 8     | 22     | 31    |
| 5                  | Noruega            | 0  | 1     | 1      | 2     |
| 6                  | Kazakhstan         | 0  | 0     | 6      | 6     |
| Totals (6 nacions) | Totals (6 nacions) | 39 | 39    | 39     | 117   |

### Victòries consecutives
La Unió Soviètica va guanyar les medalles d'or més consecutives amb 11. Rússia ha guanyat quatre medalles d'or consecutives i Suècia ha guanyat tres medalles d'or consecutives.